# Смит, Эл (баскетболист)
Алан Ричард «Эл» Смит (англ. Alan Richard "Al" Smith; 15 января 1947, Пеория, Иллинойс — 19 декабря 2022, Palmer Ranch, Флорида) — американский профессиональный баскетболист, выступавший в Американской баскетбольной ассоциации, отыграв пять неполных из девяти сезонов её существования.

## Ранние годы
Алан Смит родился 15 января 1947 года в городе Пеории (штат Иллинойс), где учился в средней школе Маньюал, в которой играл за местные баскетбольную, футбольную и бейсбольную команды, а по итогам своих выступлений был включён в сборную всех звёзд штата во всех трёх видах спорта.